# Samuel Kini
Samuel Kini (Mount Hagen, 10 ottobre 1987) è un calciatore papuano, centrocampista dell'Hekari United.

## Carriera

### Club
Dal 2007 gioca nell'Hekari United.

### Nazionale
Nel 2011 ha esordito con la Nazionale papuana prendendo parte ad alcune partite di qualificazione ai Mondiali 2014.